# Lordsburg, New Mexico
Lordsburg este o localitate, o municipalitate și sediul comitatului Hidalgo din statul New Mexico, Statele Unite ale Americii.